# Tuukka Taponen
Tuukka Taponen (Lohja, 26 de outubro de 2006) é um automobilista finlandês que atualmente disputa o Campeonato de Fórmula 3 da FIA pela equipe ART Grand Prix. Anteriormente, ele competiu no Campeonato de Fórmula Regional Europeia de 2024 com a R-ace GP.
Taponen foi campeão do Campeonato de Fórmula Regional do Oriente Médio de 2024, e foi vice-campeão do Campeonato dos Emirados Árabes Unidos de Fórmula 4 de 2023. Ele é membro da Ferrari Driver Academy.

## Carreira

### Kart
Taponen começou a andar de kart aos dois anos de idade, sendo estimulado por seu pai Marko, um corredor de jokkis (folkrace), uma modalidade finlandesa de rallycross de baixo custo. Quando mais novo, Taponen assistia a vídeos de seu pai correndo em jokkis e em outros esportes motorizados.
Em 2017, ele estreou no kart de sua terra natal, participando do Campeonato Finlandês Júnior, na Classe Raket, que venceu. Ele ficou em terceiro lugar na classe OK Junior do Campeonato Finlandês de 2018, e foi campeão em 2019.
Em 2020, Tuukka juntou-se à Tony Kart na categoria OK Junior, ficando em terceiro no Campeonato Europeu CIK-FIA e em segundo lugar no Campeonato do Mundo CIK-FIA. Ele estreou na classe OK em 2021, e em seu primeiro fim de semana na categoria, venceu o Campeonato Mundial CIK-FIA de 2021 em Campillos. No mesmo ano, Taponen também venceu a WSK Open Cup e encerrou 2021 com uma participação nas Finais Mundiais de Escotismo da FDA. Mesmo não vencendo, o finlandês foi colocado sob observação especial pela Ferrari .
Taponen participou novamente da Final Mundial de Escotismo da FDA em 2022, o que garantiu sua vaga na Ferrari Driver Academy.

### Fórmula 4

#### Fórmula Academy Finlandesa
Taponen fez sua estreia em monopostos na Fórmula Academy finlandesa de 2021 pela Koiranen Kemppi Motorsport, participando de apenas algumas etapas. Ele conquistou uma vitória dupla na estreia no Kymi Ring, e em 2022, ficou em sexto lugar no campeonato. Mesmo sem participar de todas as etapas, Taponen se manteve invicto em todas as provas que disputou.

#### F4 dos Emirados Árabes Unidos
Taponen fez sua primeira estreia em tempo integral em um monoposto no Campeonato dos Emirados Árabes Unidos de Fórmula 4 de 2023 pela Mumbai Falcons Racing Limited. Na sua primeira etapa, disputada no Autódromo de Dubai, Taponen fez seus dois primeiros pódios.
Sua primeira vitória veio na corrida 2 da terceira rodada, disputada no Kuwait Motor Town. Taponen conquistou suas duas primeiras poles na quarta rodada no Autódromo de Dubai e também obteve uma sequência de vitórias em todas as três corridas.
Na última etapa, que se deu no Circuito de Yas Marina, o finlandês conquistou mais dois segundos lugares, porém, abandonou a corrida final, o que o deixou com 212 pontos, apenas vinte atrás de James Wharton, campeão daquele ano. Mesmo assim, os resultados de Taponen lhe renderam o título de melhor estreante da temporada.

#### F4 italiana

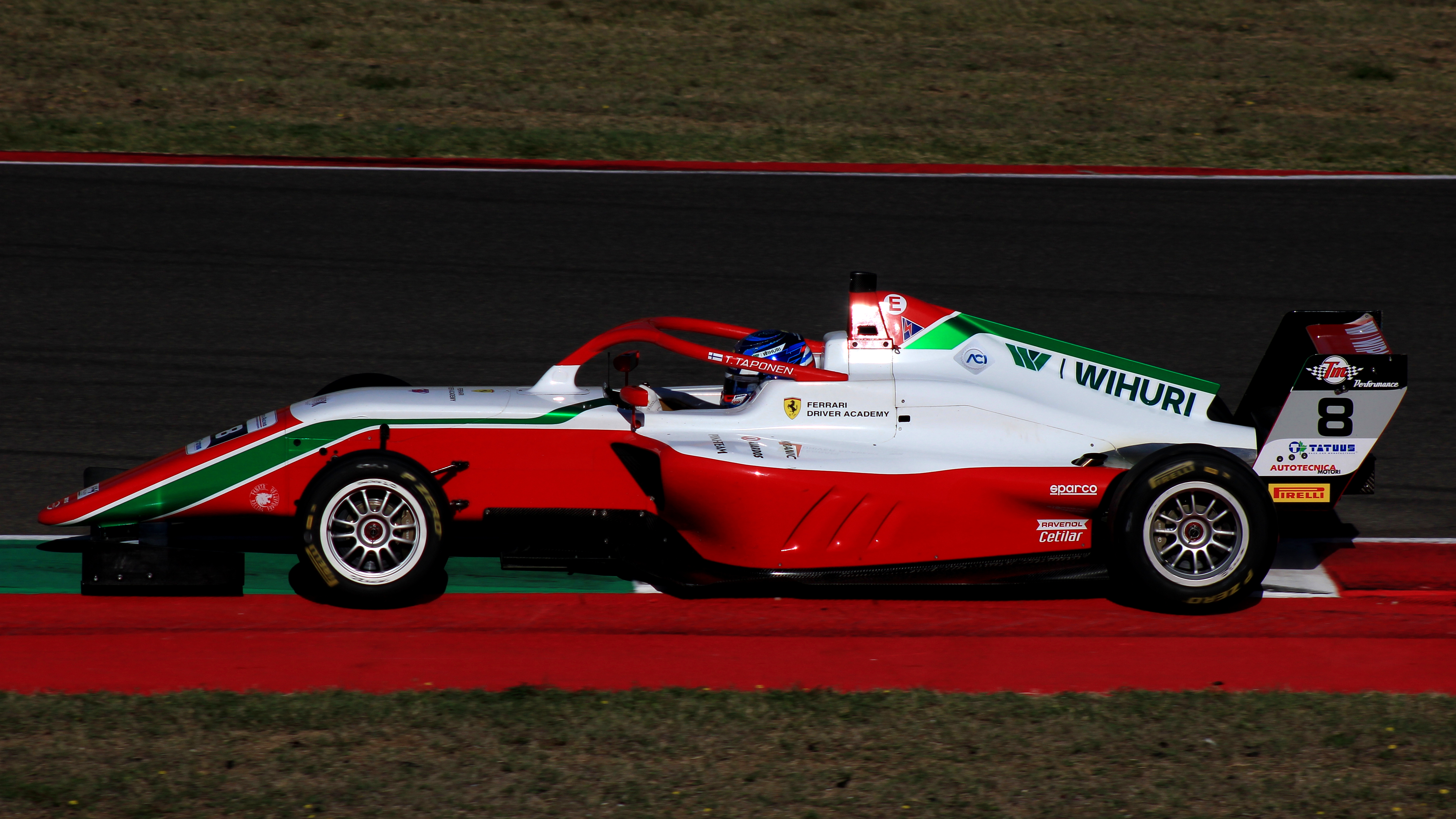
Taponen no Circuito de Mugello em 2023.

Taponen fez sua primeira participação integral em um campeonato de Fórmula 4 em 2023, quando ele competiu no Campeonato Italiano de F4 pela Prema Racing .
Ele teve dificuldades nas etapas iniciais, conquistando menos pontos que seus companheiros de equipe, e tendo que abandonar a última corrida da etapa de Ímola.
Em Misano, o finlandês conquistou sua primeira pole position e também a sua primeira vitória, mas ele teve uma queda nas etapas seguintes, a de Spa-Francorchamps, e na de Monza, na qual, apesar de ele ter conquistado um pódio na primeira corrida, teve que abandonar a segunda após colidir com Alfio Spina.
Em Paul Ricard, ele conquistou mais dois pódios, e em Mugello, Taponen teve problemas na corrida, recebeu uma penalidade de 10 segundos e terminou em décimo quinto lugar, mas em compensação, ficou entre os cinco primeiros nas duas provas seguintes E após os pódios conquistados na rodada final de Vallelunga, Taponen terminou a temporada na quinta posição, com 196 pontos.
Taponen também disputou a temporada inaugural do Campeonato Euro 4 pela Prema Racing, na qual ele pontuou de forma consistente e obteve seu primeiro pódio na etapa final de Barcelona, terminando o campeonato em quinto lugar com 102 pontos.

### Fórmula Regional

#### Fórmula Regional do Oriente Médio
Taponen estreou em carros de Fórmula Regional no Campeonato Regional de Fórmula do Oriente Médio pela R-ace GP, e travou uma dura batalha pelo título com o piloto de Fórmula 2, Taylor Barnard, e seu colega júnior da Ferrari Driver Academy e piloto da FRECA, Rafael Câmara. Taponen pontuou em todas as etapas, venceu cinco corridas, teve mais quatro segundos lugares e se sagrou campeão geral após vencer a corrida 1 da quarta e última etapa, encerrando o ano com 255 pontos.
O finlandês superou com folga seus companheiros de equipe Jesse Carrasquedo Jr., que terminou o ano zerado e na vigésima quarta posição, e Zachary David, que conquistou 112 pontos e terminou o ano em quarto lugar, com 143 pontos atrás de Taponen.
Ele também foi campeão da categoria rookie, ganhando 315 pontos, 137 a mais que o piloto da FRECA, Ugo Ugochukwu, e 143 a mais que seu antigo rival da F4 dos Emirados Árabes James Wharton. Taponen também foi fundamental para que sua equipe, a R-ace GP, conquistasse o campeonato de construtores, obtendo a maioria dos 312 acumulados por esse time.

#### Fórmula Regional Europeia

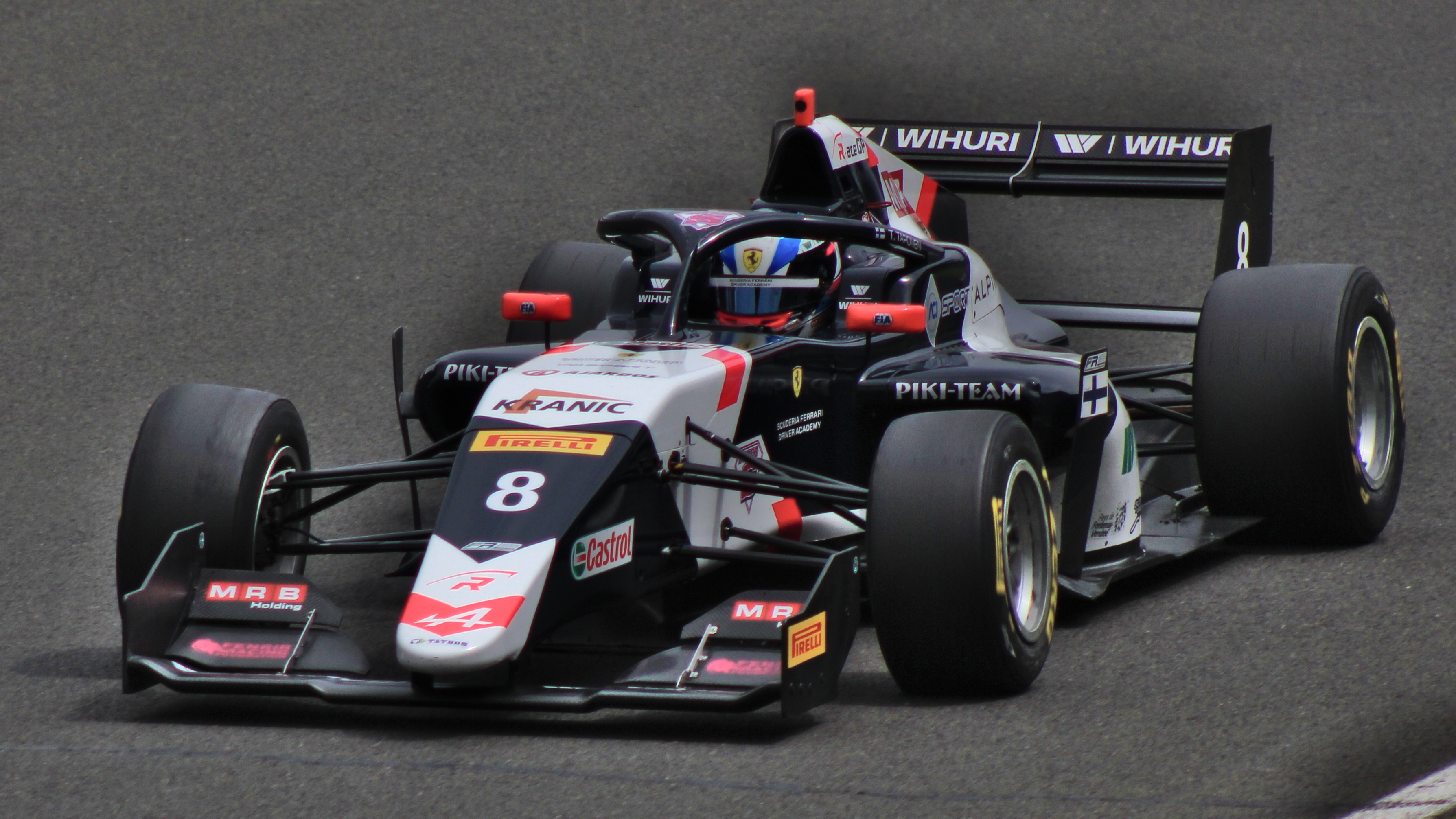
Taponen correndo em Hungaroring durante a FRECA de 2024

Junto com sua campanha no Campeonato de Fórmula Regional do Oriente Médio de 2024, Taponen disputou o Campeonato de Fórmula Regional Europeia de 2024 em sua campanha em tempo integral dirigindo pela R-ace GP, ao lado de Enzo Deligny e Zachary David. Ele venceu quatro provas, obteve mais três pódios e disputou o título com o brasileiro Rafael Câmara e o australiano James Wharton, mas após uma colisão na primeira curva da corrida 2 de Barcelona, se viu fora da briga e encerrou a penúltima etapa em terceiro, atrás de Wharton, que venceu as duas corridas dessa rodada, e de Câmara, que se sagrou campeão mesmo tendo ficado em quarto na segunda prova.

### Fórmula 3

#### 2024
Taponen estreou no Campeonato de Fórmula 3 da FIA de 2024 com a equipe ART Grand Prix em Spa-Francorchamps, substituindo o búlgaro Nikola Tsolov, que foi suspenso por participar de uma rodada da Eurocup-3 sem a aprovação da FIA. O finlandês ficou em 14º na corrida sprint, mas abandonou na corrida principal. Apesar disso, Taponen foi o piloto de meio período com a melhor classificação, terminando em 31º no campeonato de pilotos.

#### 2025
Em outubro de 2024, Taponen foi anunciado como um dos pilotos da ART Grand Prix para disputar a temporada completa da Fórmula 3 em 2025.

## Resultados

### Resumo da carreira
| Temporada | Categoria                                          | Equipe                        | Corridas | Vitórias | Poles | V.M.R. | Pódios | Pontos | Posição |
| --------- | -------------------------------------------------- | ----------------------------- | -------- | -------- | ----- | ------ | ------ | ------ | ------- |
| 2021      | Formula Academy Finlandesa                         | Koiranen Kemppi Motorsport    | 2        | 2        | ?     | ?      | ?      | ?      | ?       |
| 2022      | Formula Academy Finlandesa                         | Koiranen Kemppi Motorsport    | 5        | 5        | 2     | 4      | 5      | 125    | 6º      |
| 2023      | Campeonato dos Emirados Árabes Unidos de Fórmula 4 | Mumbai Falcons Racing Limited | 15       | 4        | 2     | 2      | 10     | 212    | 2º      |
| 2023      | Campeonato Italiano de Fórmula 4                   | Prema Racing                  | 21       | 1        | 1     | 0      | 7      | 196    | 5th     |
| 2023      | Campeonato Euro 4                                  | Prema Racing                  | 9        | 0        | 0     | 0      | 2      | 102    | 5th     |
| 2024      | Campeonato de Fórmula Regional do Oriente Médio    | R-ace GP                      | 15       | 5        | 5     | 7      | 9      | 255    | 1º      |
| 2024      | Campeonato de Fórmula Regional Europeia            | R-ace GP                      | 12       | 4        | 3     | 2      | 5      | 160*   | 2º*     |
| 2024      | Campeonato de Fórmula 3                            | ART Grand Prix                | 2        | 0        | 0     | 0      | 0      | 0      | 31º     |
| 2025      | Campeonato de Fórmula 3                            | ART Grand Prix                | 0        | 0        | 0     | 0      | 0      | 0      | ?       |